# 할복

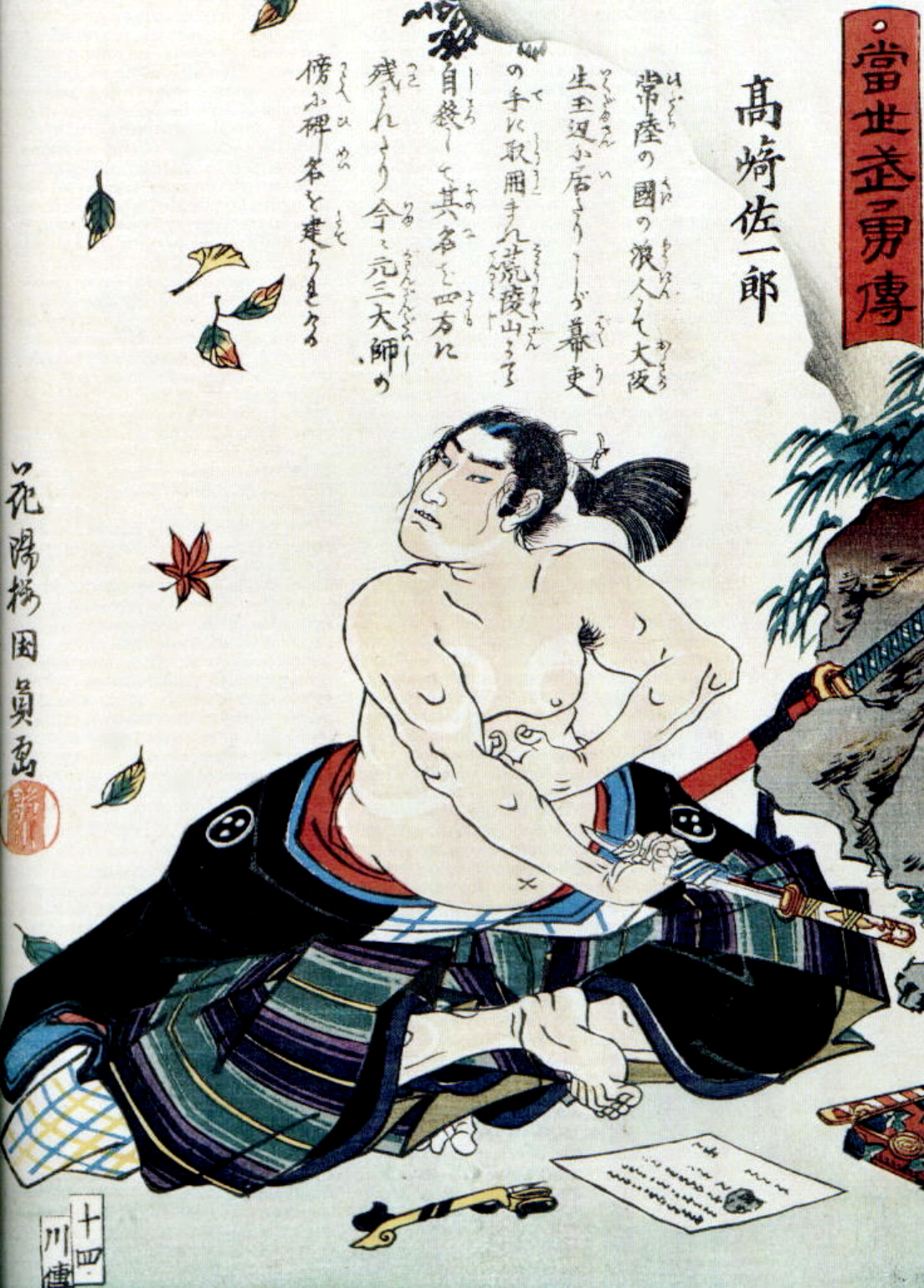

할복(일본어: 割腹·切腹·腹切り·屠腹 갓푸쿠·셋푸쿠·하라키리·도후쿠[*])은 일본 무로마치 시대부터 무사 계급이 사용한 자살 방법이다. 17세기 이후, 무사의 명예를 존중한 사형 제도의 형식을 갖춘다. 무사는 미리 정한 규칙(가운데 복부를 깊이 찌르고 다시 L자로 그음)에 따라 배를 가르며, 보조자(가이샤쿠)가 뒤에서 머리를 베어준다. 이 때 할복자의 신분에 따라 보조자의 예식이 다르다. 참고로, 무로마치 시대 이전에는 물에 뛰어드는 형태로 죽는 경우가 많았다.
또한 다이묘에게 충성을 표시하는 숭고한 목적을 위해서도 행해졌으며 전쟁이 끝난 이후 패배한 세력의 수장 역시 패배를 인정하는 의미에서 할복을 시행했다. 물론 예외는 있었다. 17세기 도쿠가와 이에야스의 배려 덕에 서군에 가담한 모리 데루모토, 우키타 히데이에, 우에스기 가게카쓰 등이 할복을 모면하고 영지 삭감으로 일단락하였다. 그렇지만 일본의 모든 역사를 통틀어 패배한 다이묘는 대부분 할복했다.
니토베 이나조는 <무사도>에서 할복을 "복부에 인간의 영혼과 애정이 깃들어 있다는 고대의 해부학적 신앙에서, 용사의 배를 갈라 무사도를 지키는 적절한 자결 방법으로 여겨졌다."고 기술하였다.
할복 제도는 1873년 (메이지 6년)에 공식적으로 폐지되었지만, 메이지 시대 이후에도 군인과 우익 인사 사이에서 계속되었다. 메이지 천황의 죽음을 따른 노기 마레스케의 자결과, 1945년 8월 25일 도쿄 요요기 연병장에서 14인의 할복, 1970년 우익작가 미시마 유키오가 육상 자위대에서 연설 후 할복한 사건 등이 있다. 할복이 무인다운 명예로운 자살이라는 사상은 지금까지 남아있다.

## 같이 보기
- 사카이 사건(ja:堺事件, en:Sakai incident) - 1868년에 일본의 할복문화가 프랑스를 중심으로 서양권에 널리 알려지게 된 결정적 사건
- 자살 공격
- 반자이 돌격
- 일억옥쇄(일억특공)
- 팔굉일우
- 신주불멸
- 일본의 전쟁범죄
- 쇼와 천황의 전쟁책임
- 가이샤쿠